# セルジュ・オーリエ
セルジュ・アラン・ステファヌ・オーリエ（Serge Alain Stéphane Aurier (フランス語: [sɛʁʒ oʁje]), 1992年12月24日 - ）は、コートジボワール・ウラガヒヨ出身のサッカー選手。コートジボワール代表。ポジションはDF。

## 来歴

### クラブ
フランスのRCランスでキャリアをスタートさせ、2009年1月13日、クープ・ドゥ・ラ・リーグのFCロリアン戦でプロデビューを果たした。2012年、トュールーズに移籍した。1月28日、SMカーン戦で移籍後初出場した。

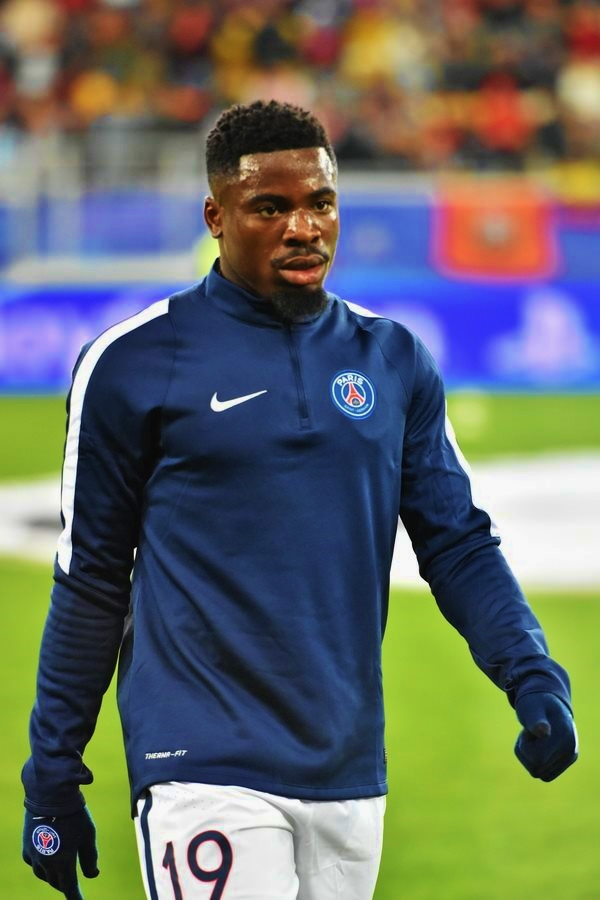
PSGでのオーリエ（2015年）

2014年7月23日、パリ・サンジェルマンFCにレンタル移籍した。2015年4月29日、パリ・サンジェルマンに完全移籍したと発表された。
2016年2月、自身のFacebookにてファンからの質問に答えている際に、ローラン・ブラン監督に対して「ブランはホモ野郎さ」と発言し、チームメイトのアンヘル・ディ・マリアに対しては「操り人形だ」と侮辱した。これがパリ・サンジェルマンから問題視され、2月16日のUEFAチャンピオンズリーグ決勝トーナメント1回戦チェルシー戦のメンバーから外される事が発表された。さらに、その後に18万ユーロ(約2280万円)の罰金と無期限試合出場停止処分を科された事が発表された。同年5月には警察官への暴行行為で有罪判決を受けている。
2017年8月31日、トッテナムと2022年までの契約を結んだ。9月23日ウェストハム・ユナイテッドFCとのゲームで先発デビューをしたが、2枚目のイエローカードを受けて、退場となった。12月13日のブライトン戦でプレミアリーグ初ゴールを決めた。
2019年1月に婦女暴行・傷害の疑いで逮捕・勾留された。
同年9月21日のレスター・シティ戦で60分に追加点を挙げたかに思われたが、僅かの差でオフサイドとなり得点が取り消され物議を醸した。11月に監督がジョゼ・モウリーニョに交代し新監督の2戦目となったCLグループ第5節オリンピアコス戦では、見事な右足のボレーシュートで決勝点を挙げた。以降新監督の下で信頼を掴み、右SBのレギュラーとして継続的に出場。リーグ28節ウォルバーハンプトン戦では先制点に繋がるパスを供給し、同点にされて迎えた45分には自らの左足で勝ち越しのゴールを決める活躍をしたが、試合には2-3で敗れた。最終的にリーグ戦では移籍以降最多となる33試合に出場して1ゴール5アシストを記録し、トッテナムのEL出場権獲得に貢献した。
2020-21シーズンは、ウォルバーハンプトンから加入したマット・ドハーティとポジションを争った。10月4日、リーグ4節マンチェスター・ユナイテッド戦にて1ゴール1アシストの活躍で6-1の歴史的大勝に貢献した。12月のレスター・シティ戦では軽率にもエリア内で背後から突き飛ばす形のタックルを行い、PKによる決勝点を献上した。21年5月2日、リーグ34節シェフィールド・ユナイテッド戦ではガレス・ベイルの3得点のうち2つをアシストした。最終的にリーグでは19試合に出場して2ゴール3アシストを記録し、トッテナムのECL出場権獲得に貢献した。
2021年8月31日、双方合意の下にトッテナムとの契約を解消。10月4日、2年延長オプション付きの1年契約を結んでビジャレアルに加入した。
ビジャレアルが延長オプションを行使しなかったため2021-22シーズン終了後はフリーとなったが、9月7日にノッティンガム・フォレストFCへの加入が発表された。
2024年2月2日、スュペル・リグのガラタサライに移籍した。

### 代表
コートジボワール代表として2013年6月8日、ガンビア代表戦でA代表デビューを果たした。
2014 FIFAワールドカップに臨むコートジボワール代表に選出され、右SBとしてグループステージ3戦全てに先発出場する。日本戦においては2アシストを記録しチームを勝利へ導くが、コロンビア、ギリシャには敗れ、チームはグループステージ敗退となった。
2017年1月11日のウガンダとの親善試合で代表初得点をあげた。

## エピソード
- 2016年10月8日のワールドカップ予選・マリ戦では、競り合いの中で身体を強く打ち失神したムサ・ドゥンビアの異変にいち早く気付き、舌を飲み込むことによる窒息を防ぐ応急処置を行なった。その後ドゥンビアは意識を回復、マリ代表監督のアラン・ジレスからも試合後に感謝が送られた[24]。
- 2018年2月25日のクリスタル・パレスFC戦で、プレミアリーグ史上初となる1試合で3回のファウルスローを犯した[25]。
- 2020年7月13日、弟のクリストファー・オーリエがフランスにて射殺された。ジョゼ・モウリーニョ監督はオーリエが15日のリーグ36節ニューカッスル・ユナイテッドFC戦を欠場して帰国することを許可したが、オーリエは自らの希望で出場して勝利に貢献し、この行動には称賛の声が寄せられた。また試合後にはクラブを通じてコメントを発表し「チームに感謝したい。皆であの試合を弟に捧げたんだ」などと述べた。

## 個人成績

### クラブ
| クラブ               | シーズン | リーグ         | リーグ戦 | リーグ戦 | カップ戦 | カップ戦 | リーグ杯 | リーグ杯 | 国際大会 | 国際大会 | その他 | その他 | 合計 | 合計 |
| クラブ               | シーズン | リーグ         | 出場     | 得点     | 出場     | 得点     | 出場     | 得点     | 出場     | 得点     | 出場   | 得点   | 出場 | 得点 |
| -------------------- | -------- | -------------- | -------- | -------- | -------- | -------- | -------- | -------- | -------- | -------- | ------ | ------ | ---- | ---- |
| ランス               | 2009-10  | リーグ・アン   | 5        | 0        | 6        | 0        | 0        | 0        | -        | -        | 0      | 0      | 11   | 0    |
| ランス               | 2010-11  | リーグ・アン   | 19       | 0        | 1        | 0        | 1        | 0        | -        | -        | 0      | 0      | 21   | 0    |
| ランス               | 2011-12  | リーグ・ドゥ   | 16       | 0        | 0        | 0        | 4        | 0        | -        | -        | 0      | 0      | 20   | 0    |
| ランス               | 通算     | 通算           | 40       | 0        | 7        | 0        | 5        | 0        | -        | -        | 0      | 0      | 52   | 0    |
| トゥールーズ         | 2011-12  | リーグ・アン   | 10       | 1        | 0        | 0        | 0        | 0        | -        | -        | 0      | 0      | 10   | 1    |
| トゥールーズ         | 2012-13  | リーグ・アン   | 28       | 1        | 2        | 0        | 2        | 0        | -        | -        | 0      | 0      | 32   | 1    |
| トゥールーズ         | 2013-14  | リーグ・アン   | 34       | 6        | 2        | 0        | 2        | 0        | -        | -        | 0      | 0      | 38   | 6    |
| トゥールーズ         | 通算     | 通算           | 72       | 8        | 4        | 0        | 4        | 0        | -        | -        | 0      | 0      | 80   | 8    |
| パリ・サンジェルマン | 2014-15  | リーグ・アン   | 14       | 0        | 0        | 0        | 2        | 0        | 0        | 0        | 0      | 0      | 16   | 0    |
| パリ・サンジェルマン | 2015-16  | リーグ・アン   | 21       | 2        | 4        | 0        | 2        | 0        | 5        | 1        | 1      | 1      | 33   | 4    |
| パリ・サンジェルマン | 2016-17  | リーグ・アン   | 22       | 0        | 3        | 0        | 1        | 0        | 5        | 0        | 1      | 0      | 32   | 0    |
| パリ・サンジェルマン | 通算     | 通算           | 57       | 2        | 7        | 0        | 5        | 0        | 10       | 1        | 2      | 1      | 81   | 4    |
| トッテナム           | 2017-18  | プレミアリーグ | 17       | 2        | 1        | 0        | 0        | 0        | 6        | 0        | 0      | 0      | 24   | 2    |
| トッテナム           | 2018-19  | プレミアリーグ | 8        | 0        | 1        | 2        | 3        | 0        | 5        | 0        | 0      | 0      | 17   | 2    |
| トッテナム           | 2019-20  | プレミアリーグ | 33       | 1        | 4        | 0        | 0        | 0        | 5        | 1        | 0      | 0      | 42   | 2    |
| トッテナム           | 2020-21  | プレミアリーグ | 19       | 2        | 0        | 0        | 3        | 0        | 5        | 0        | 0      | 0      | 27   | 2    |
| トッテナム           | 通算     | 通算           | 77       | 5        | 6        | 2        | 6        | 0        | 21       | 1        | 0      | 0      | 110  | 8    |
| 総通算               | 総通算   | 総通算         | 246      | 15       | 24       | 2        | 20       | 0        | 31       | 2        | 2      | 1      | 323  | 20   |

| クラブ        | シーズン | リーグ | リーグ戦 | リーグ戦 | 合計 | 合計 |
| クラブ        | シーズン | リーグ | 出場     | 得点     | 出場 | 得点 |
| ------------- | -------- | ------ | -------- | -------- | ---- | ---- |
| ランスⅡ       | 2009-10  | CFA    | 22       | 1        | 22   | 1    |
| ランスⅡ       | 2010-11  | CFA    | 2        | 0        | 2    | 0    |
| トゥールーズⅡ | 2012-13  | CFA2   | 1        | 1        | 1    | 1    |
| PSGⅡ          | 2015-16  | CFA    | 1        | 0        | 1    | 0    |
| 総通算        | 総通算   | 総通算 | 26       | 2        | 26   | 2    |

## 代表歴

### 出場大会
- コートジボワール代表
  - 2014 FIFAワールドカップ

### 試合数
- 国際Aマッチ 87試合 4得点（2013年-）[26]

| コートジボワール代表 | 国際Aマッチ | 国際Aマッチ |
| 年                   | 出場        | 得点        |
| -------------------- | ----------- | ----------- |
| 2013                 | 6           | 0           |
| 2014                 | 11          | 0           |
| 2015                 | 12          | 0           |
| 2016                 | 5           | 0           |
| 2017                 | 11          | 1           |
| 2018                 | 6           | 0           |
| 2019                 | 11          | 1           |
| 2020                 | 4           | 0           |
| 2021                 | 8           | 1           |
| 2022                 | 9           | 1           |
| 2023                 | 4           | 0           |
| 2024                 |             |             |
| 通算                 | 87          | 4           |

## タイトル
パリ・サンジェルマン
- リーグ・アン 2014-15, 2015-16
- クープ・ドゥ・ラ・リーグ 2014-15, 2015-16, 2016-17
- クープ・ドゥ・フランス 2014-15, 2015-16, 2016-17
- トロフェ・デ・シャンピオン 2014, 2015, 2016, 2017